# Windows 11
A Windows 11 (Original release, kódnevén "Sun Valley", másnéven 21H2 verzió) a Microsoft Windows NT operációs rendszerének egyik fő kiadása, amelyet 2021. június 24-én jelentettek be a Windows 10 (2015) utódjaként. A Windows 11 2021. október 5-én jelent meg. Ingyenes frissítésként érhető el a kompatibilis Windows 10-et futtató eszközökre a Windows Update segítségével.
Az új biztonsági előírások miatt a Windows 11 szigorúbb hardverkövetelményekkel rendelkezik, mint a Windows 10. A Windows 11 csak a 8. generációs és újabb Intel processzorokat (néhány kivételtől eltekintve), a 2. generációs (Zen+) és újabb AMD Ryzen processzorokat, valamint a Qualcomm Snapdragon 850 ARM alapú rendszert támogatja. Az UEFI biztonságos rendszerindítás és megbízható platformmodul (TPM) 2.0 támogatás is szükséges. A Windows 11 nem támogatja a 32 bites x86 rendszereket.

## Fejlesztés
A Windows 10 megjelenése után néhány belső Microsoft-alkalmazott kijelentette, hogy ez lesz „a Windows utolsó verziója”. Az operációs rendszert szolgáltatásnak tekintették, idővel új verziók és frissítések jelentek meg. Azonban a Windows új verziójának spekulációja vagy újratervezése felmerült, miután a Microsoft közzétette a Windows „átfogó fiatalítására” utaló munkalistát. A „Sun Valley” kódnév alatt kifejlesztett vizuális frissítést a Windows számára állítólag a rendszer felhasználói felületének korszerűsítésére állították be. A Windows 11 név véletlenül megjelent egy hivatalos Microsoft támogatási dokumentumban június folyamán.
Kiszivárgott képek jelentek meg a Windows 11 bétaverziójáról 2021. június 15-én az interneten amelyet ugyanazon a napon a fent említett verzió lemezképének kiszivárgása követett. A képernyőképek és a kiszivárgott lemezkép olyan felületet mutatott, amely hasonlít a törölt Windows 10X-hez, az újratervezett dobozon kívüli élmény (OOBE) és a Windows 11 márkajelzés mellett.

### Bejelentés
A Microsoft Build 2021 fejlesztői konferencián Satya Nadella vezérigazgató és elnök köszöntője alatt jelentette be a Windows következő generációját. Nadella elmondása szerint több hónapja a saját tárhelyén tárolta. Bejelentette azt is, hogy hamarosan hivatalos bejelentés érkezik. Csak egy héttel Nadella főbeszéde után a Microsoft elkezdett meghívókat küldeni egy dedikált Windows-eseményre 2021. június 24-én, magyar idő szerint 17:00-ra. A Microsoft június 10-én egy 11 perces 4000%-osan lelassított Windows indítóhang videót is közzétett a YouTube-on, sokan azt feltételezték, hogy a Microsoft esemény és a Windows indító hang videó is hivatkozás az operációs rendszer nevére a Windows 11-re.
2021. június 24-én a Microsoft hivatalosan bejelentette a Windows 11 rendszert. Nadella szerint a Windows 11 „az operációs rendszer újragondolása”. A fejlesztők további részletekről, például a Microsoft Store frissítéséről, az új Windows App SDK-ról ("Project Reunion" kódnéven), az új Fluent Design irányelvekről és még sok minden másról beszéltek ugyanazon a napon egy fejlesztői központú eseményen.

## Funkciók
A Windows 11, amely 2015 óta az első jelentős Windows-kiadás, elődjére épít, a felhasználói felület átalakításával, hogy az megfeleljen a Microsoft új Fluent Design irányelveinek. Az áttervezés, amely a könnyű használatra és a rugalmasságra összpontosít, új produktívitási és közösségi funkciókat is hoz, valamint a biztonság és az akadálymentesség frissítésével párosul, kezelve a Windows 10 néhány hiányosságát.
A Microsoft Áruház, amely az alkalmazások és egyéb tartalmak egységes áruházaként szolgál, a Windows 11-ben átalakításra került. A Microsoft most lehetővé teszi a fejlesztők számára a Win32, a progresszív webalkalmazás és más csomagolási technológiák terjesztését a Microsoft Store-ban, a szokásos Universal Windows Platform alkalmazások mellett.
A Windows 11 lehetővé teszi a felhasználók számára, hogy bizonyos Android-alkalmazásokat telepítsenek a számítógépükre, ami a Microsoft Áruházban az Amazon Appstore-on keresztül történhet. Ehhez a funkcióhoz Microsoft-fiókra, Amazon-fiókra és egyszeri telepítés szükséges a Windows Amazon Appstore kliens számára.

### Felhasználói felület
Újratervezett felhasználói felület van jelen az operációs rendszerben; áttetszőség, árnyékok, új színpaletta és lekerekített geometria az egész operációs rendszerben. Az operációs rendszer egy új Start menüt tartalmaz, ahol a felhasználók rögzíthetik az alkalmazásokat, és megtekinthetik a legutóbbi fájlokat. Az élő csempék eltávolításra kerültek, és az alkalmazáslista el van rejtve. A tálca szintén alapértelmezetten korszerűsített és központosított, azonban a tálca balra igazításának lehetősége megmaradt. A Feladatnézet, a Windows 10 rendszerben bevezetett szolgáltatás frissített dizájnnal van jelen a rendszerben. A Windows 11 emellett bemutatja a beépülő funkciókat, amelyek lehetővé teszik az ablakok automatikus beállítását a dokkolási navigátor több előre beállított lehetősége közül. A Fájlkezelő és a Gépház alkalmazás új kialakítását is bemutatták.
A Windows 11 új betűtípust, a Segoe UI Variable-t tartalmazza. A betűtípust úgy tervezték, hogy jobban lehessen méretezni a modern magas DPI-vel rendelkező kijelzőkön, ami a régi Segoe UI betűtípusban nem volt szempont. A rendszer további változásai közé tartoznak az új rendszerikonok, animációk, hangok és a vezérlők. A kezelőfelület és a Start menü nagy része komoly ihletet merít a törölt Windows 10X-ből.

### Vezérlők
A Windows 11 tartalmaz egy Vezérlők panelt, amely elérhető a tálcán található Vezérlők gombra kattintva. A Vezérlők az MSN híreit, sportját, időjárását és pénzügyeit jelenítik meg. A Vezérlők panel eléréséhez Microsoft-fiókkal kell bejelentkezni. Ez felváltja a tálcán található hírek és érdeklődési köröket, amely a Windows 10 21H1 verziójában jelent meg. A 2022. februári frissítéssel visszakerült az időjárás widget a tálcára a vezérlőkbe beépülve. A vezérlők panel megnyitásához, most már elég csak az egeret fölé vinni és balról beúszik a panel.

### Windows alrendszer Androidhoz (Windows Subsystem for Android)
Habár az első kiadásban nem elérhető, de a Windows 11 2022-re tervezett kiadásában elérhetővé teszik a felhasználók számára, hogy Android alkalmazásokat telepítsenek és futtassanak eszközükön, az új Windows alrendszer Androidhoz (WSA) és az Android nyílt forráskódú projekt (AOSP) használatával. Ezeket az alkalmazásokat a Microsoft Store-ból lehet majd beszerezni az Amazon Appstore-on keresztül. Ennek a funkciónak a használatához Microsoft-fiókra, Amazon-fiókra, a Windows Amazon Appstore telepítésére, valamint legalább 8 GB RAM szükséges az alkalmazások futtatásához. Bármilyen forrásból származó Android alkalmazás is telepíthető lesz az Android alkalmazáscsomag (APK) segítségével.

### Egyéb funkciók
A Microsoft Teams beépült a Windows 11-be, amely közvetlenül a tálcáról érhető el.
Az Xbox Series X és a Series S által bevezetett Auto HDR és DirectStorage technológiákat beépítik a Windows 11 rendszerbe.

## Frissítések és támogatás
| Verzió | Kódnév        | Marketingnév | Buildszám | Kiadási dátum        | Támogatás vége (támogatási státusz színnel jelezve)      | Támogatás vége (támogatási státusz színnel jelezve) | Támogatás vége (támogatási státusz színnel jelezve) | Támogatás vége (támogatási státusz színnel jelezve) |
| Verzió | Kódnév        | Marketingnév | Buildszám | Kiadási dátum        | GAC                                                      | GAC                                                 | LTSC                                                | LTSC                                                |
| Verzió | Kódnév        | Marketingnév | Buildszám | Kiadási dátum        | - Home, Pro, SE, - Pro Education, - Pro for Workstations | - Education, - Enterprise, - IoT Enterprise         | Enterprise                                          | IoT Enterprise                                      |
| --- | ------------- | ------------ | --------- | -------------------- | -------------------------------------------------------- | --------------------------------------------------- | --------------------------------------------------- | --------------------------------------------------- |
| 21H2 | Sun Valley    | N/A          | 22000     | 2021. október 4.     | 2023. október 10.                                        | 2024. október 8.                                    | N/A                                                 | N/A                                                 |
| 22H2 | Sun Valley 2  | 2022 Update  | 22621     | 2022. szeptember 20. | 2024. október 8.                                         | 2025. október 14.                                   | N/A                                                 | N/A                                                 |
| 23H2 | Sun Valley 3  | 2023 Update  | 22631     | 2023. október 31.    | 2025. november 11.                                       | 2026. november 10.                                  | N/A                                                 | N/A                                                 |
| 24H2 | Hudson Valley | 2024 Update  | 26100     | 2024. október 1.     | 2026. október 13.                                        | 2027. október 12.                                   | 2029. október 9.                                    | 2034. október 10.                                   |
| Színmagyarázat - Régi verzió, nem támogatott Régebbi verzió, támogatott Legújabb verzió Legfrissebb előnézeti verzió(k) |               |              |           |                      |                                                          |                                                     |                                                     |                                                     |

## Rendszerkövetelmények
A Windows 11 alapvető rendszerkövetelményei hasonlóak a Windows 10-hez. Azonban a Windows 11 csak 64 bites rendszereket támogat, például x86-64 vagy ARM64 processzort használókat. Az IA-32 processzorok támogatása megszűnt. A régi BIOS már nem támogatott, ezentúl UEFI-s rendszer szükséges, Secure Boot és TPM 2.0 használata mellett. Ezek mellett a minimális memória (RAM) és tárolási követelményeket is megnövelték, a Windows 11 rendszerhez legalább 4 GB RAM és 64 GB tárhely szükséges. Az S módot csak a Windows 11 Home kiadása támogatja. 2021 júniusától, már csak az Intel 8. generációs (Coffe Lake, Whisky Lake) és újabb, valamint az AMD 2. generációs (Zen+) és újabb processzorok támogatottak.
| Követelmény       | Minimális                                                                                         |
| ----------------- | ------------------------------------------------------------------------------------------------- |
| Architektúra      | 64 bites                                                                                          |
| Processzor        | Kompatibilis 64 bites processzor (x86-64 vagy ARM64) 1 GHz-es órajellel és 2 vagy több maggal     |
| Memória (RAM)     | 4 GB                                                                                              |
| Háttértár         | 64 GB vagy nagyobb méretű tárolóeszköz                                                            |
| Rendszer firmware | UEFI                                                                                              |
| Biztonság         | Secure Boot, alapértelmezés szerint engedélyezve van                                              |
| Biztonság         | Trusted Platform Module (TPM) 2.0 verzió                                                          |
| Grafikus kártya   | DirectX 12 kompatibilis vagy újabb, WDDM 2.0 típusú illesztőprogrammal                            |
| Kijelző           | Legalább 9" képátlójú, színcsatornánként 8 bites, nagy felbontású (720p) kijelző                  |
| Egyéb             | Internetkapcsolat és Microsoft-fiók szükséges a Windows 11 Home első beállításának befejezéséhez. |

| Funkció                        | Követelmények |
| ------------------------------ | --- |
| 5G támogatás                   | 5G képes modem |
| Auto HDR                       | HDR-képes monitor |
| Windows Hello                  | Windows Hello kompatibilis kamera vagy ujjlenyomat-olvasó |
| BitLocker to Go                | USB flash meghajtó (elérhető Windows 11 Pro és újabb verziókban) |
| Client Hyper-V                 | Második szintű címfordítási képességgel rendelkező processzor (SLAT) (Csak Windows Pro és újabb verziók esetén érhető el) |
| Jelenlét                       | Érzékelő, amely képes érzékelni a felhasználó és az eszköz közötti távolságot |
| Cortana                        | Mikrofon és hangszóró. (A szolgáltatás a Windows 11 rendszerhez jelenleg Ausztráliában, Brazíliában, Kanadában, Kínában, Franciaországban, Németországban, Indiában, Olaszországban, Japánban, Mexikóban, Spanyolországban, az Egyesült Királyságban és az Egyesült Államokban érhető el.) |
| Intelligens videokonferencia   | Webkamera, mikrofon és hangszóró |
| Multiple Voice Assistant (MVA) | Mikrofon és hangszóró |
| Háromoszlopos dokkolás         | Minimum 1920 képpont szélességű képernyő |
| Teams                          | Webkamera, mikrofon és hangszóró |
| Érintésvezérlés                | Többpontos érintést támogató képernyő vagy monitor |
| DirectStorage                  | NVMe SSD meghajtó és DirectX 12 grafikus kártya Shader Model 6.0 támogatással |
| DirectX 12 Ultimate            | Támogatott játékokkal és grafikus kártyákkal használható |
| Térhangzás                     | Hardver és szoftver támogatása |
| Kéttényezős hitelesítés        | PIN kód, ujjlenyomat-olvasó vagy megvilágított infravörös kamera, Wi-Fi vagy Bluetooth-kompatibilis telefon |
| Hangalapú gépelés              | Mikrofon |
| Wake on Voice                  | Modern készenlét energiagazdálkodási modell és mikrofon |
| Wi-Fi 6E támogatás             | Új WLAN IHV hardver és illesztőprogram, Wi-Fi 6E-képes router |
| Windows kivetítés              | Wi-Fi adapter, amely támogatja a Wi-Fi Directet, WDDM 2.0 kompatibilis videókártya |
| Xbox alkalmazás                | Xbox Live fiók (Egyes funkciókhoz aktív Xbox Game Pass-előfizetés szükséges) |

## Fordítás
Ez a szócikk részben vagy egészben  a   Windows 11 című angol Wikipédia-szócikk ezen változatának fordításán alapul.  Az eredeti cikk szerkesztőit annak laptörténete sorolja fel. Ez a jelzés csupán a megfogalmazás eredetét és a szerzői jogokat jelzi, nem szolgál a cikkben szereplő információk forrásmegjelöléseként.